# حادثة الحرم المكي 1989
حادثة الحرم المكي 1989 هما تفجيران وقعا في الساعة العاشرة مساءٍ من يوم 10 يوليو 1989، في موسم حج سنة 1409هـ /1989م، حيث حدث انفجارين الأول في أحد الطرق المؤدية للحرم المكي والآخر فوق الجسر المجاور للحرم المكي، ونتج عن ذلك وفاة شخص واحد وإصابة ستة عشر آخرين. القت الشرطة السعودية القبض على 29 حاجا كويتيا ينتمون إلى حزب الله الكويت، حيث هرّب مجموعة منهم للأماكن المقدسة في مكة المكرمة، اتهم منهم 16 بتدبير التفجير وعرضت «اعترافات» لهم على التلفزيون السعودي ثم عرضوا على المحكمة والتي أصدرت حكم ضدهم بالقصاص، وتم تنفيذ الحكم في 21 سبتمبر 1989.

## الأحداث
جاء في أعترافات المتهمين التي عرضها التلفزيون السعودي، بأنهم تلقوا تعليمات من قبل محمد باقر المهري، وبالتنسيق مع دبلوماسيين إيرانيين في السفارة الإيرانية، للتدبير للتفجير، وقاموا باستلام متفجرات من نوع حربي «تي ان تي» من الباب الخلفي للسفارة الإيرانية بالكويت، ثم نقلها إلى داخل السعودية حيث قاموا بزرعها وتفجيرها. وكان التلفزيون السعودي قد عرض تقريرا قصيرا عن تلك الحادثة في نشرات الأخبار اعيد عرضه عدة مرات. كان فيها أعترافات المتهمين بالقيام بالعملية ودور كل واحد منهم.

## المتهمون
- سيد حسن عبد الجليل حسين محمد الحسيني
- سيد احمد علي عباس عبد الرسول الموسوي
- حمد عبد الله احمد عباس دشتي
- إسماعيل جعفر غلوم جعفر
- عبد العزيز حسين علي محمد شمس
- عبد الحسين كرم درويش ناصر
- عادل محمد خليفة حسين بهمن
- خالد خلف محمد احمد عسکری زاده
- علي عبد الله حسين الكاظمي
- علي احمد عباس باقر
- عبد الوهاب حسين علي البارون
- عبد الله أسد عبد الله علي رضا
- يوسف عبد الله النوخذه
- هاني حبيب طاهر حسن المسري
- ميثم عباس عباس غلوم حسين اشكناني
- منصور حسن عبد الله المحميد

## ردود الأفعال الشيعية
كانت ردود الأفعال غاضبة في الوسط الشيعي على وجه التحديد، عند تلقي أهالي المتهمين الكويتيين خبر الإعدام قاموا بمظاهرات أمام وزارة الخارجية الكويتية منتقدين التعسف السعودي في حق المتهمين الكويتيين وصمت الحكومة الكويتية ثم قاموا بمسيرة إلى السفارة السعودية منددين بما اعتبروه جريمة نكراء متعمدة، وبعد اربعين يوما من إعدامهم عقد مجلس تأبيني في مسجد الإمام الحسين في الكويت حضره أهالي المتهمين وجمع من المواطنين الشيعة بالإضافة إلى ممثلين من السفارة الإيرانية، وقام إمام المسجد بإلقاء كلمة أبن فيها المتهمين.
- استنكر المرشد العام للثورة الإسلامية في إيران علي خامنئي في إعدام «الحجاج الأبرياء» متهما السعودية: بتعمد ارتكاب الجرائم في صفوف المسلمين.
- قام 150 عضوا من مجلس الشورى الإيراني بإصدار بيان يستنكرون فيه اعدام المتهمين الكويتيين وطالبوا بتسخير إمكانيات وزارة الخارجية في بلادهم لفضح هذه الجريمة على حد تعبيرهم.
- ندد مهدي كروبي رئيس مجلس الشورى الإيراني بتصريح له بإعدام المتهمين الكويتيين.
- قام الآراكي بإصدار بيان شديد اللهجة داعيا لإسقاط الحكم في المملكة العربية السعودية.
- استنكر أحمد الخميني نجل المرشدالخميني قتل المتهمين الكويتيين، معتبرا ذلك جزءا من سلسلة خيانات واعتداء السعودية على المسلمين.
- استنكر حزب الله اللبناني قتل المتهمين الكويتيين، متهما السعودية بالعمالة لأمريكا.
- قامت حركة فتح بإصدار بيان استنكرت فيه إعدام المتهمين الكويتيين.
- توعدت جماعة ظهرت لأول مرة أسمت نفسها «حزب الله في الكويت» في ذكرى اربعينية إعدام الحجاج بالانتقام لهم.
- تبنت جماعة «الجهاد الإسلامي» اللبنانية محاولة اغتيال دبلوماسي سعودي يدعى «عبد الرحمن الشريوي» في انقرة عبر تفجير سيارته التي يستقلها أمام مبنى الملحق العسكري السعودي مما أدى إلى قذفه خارج السيارة وبتر ساقيه، وكانت الجماعة قد وصفت ذلك بأنه انتقام للمجزرة السعودية بحق المتورطين.